# Karl Ferstl
Karl Ferstl (* 31. Dezember 1945 in Gailitz, Kärnten) ist ein österreichischer Segler. Er war bei den Olympischen Spielen 1980 Flaggenträger.

## Karriere
Ferstl gewann zusammen mit Hubert Raudaschl die Silbermedaille bei den Olympischen Spielen 1980 im Starboot. Bei den Olympischen Sommerspielen 1984 (Los Angeles) kam er in derselben Disziplin nur bis in die Endausscheidung.

## Erfolge
- Silber bei den Olympischen Sommerspielen 1980 (Starboot, mit Hubert Raudaschl)